# 13184 Augeias
13184 Augeias (1996 TS49) là một Trojan của Sao Mộc được phát hiện ngày 4 tháng 10 năm 1996 bởi E. W. Elst ở the European Southern Observatory.